# 三輪昌男
三輪 昌男（みわ まさお、1926年8月27日-2003年2月16日）は、日本の農業経済学者。國學院大學名誉教授。専門は協同組合論。

## 生涯
山口県出身。東京大学経済学部卒。協同組合経営研究所研究員、國學院大學経済学部助教授、教授、1997年定年、名誉教授。日本協同組合学会会長を務めた。

## 著書
- 『上層農家の経営動向と資金事情』農林中央金庫調査部 1963
- 『協同組合の基礎理論』時潮社 1969
- 『都市農協』家の光協会 1971
- 『日本農業はどうなるか "食糧危機"を前にして』日本経済新聞社 日経新書 1974
- 『農協の理念と現実』日本経済評論社 協同組合叢書 1981
- 『現代の協同組合』全国協同出版 1986
- 『日本経済の進路 農業の立場で考える』富民協会 1988
- 『農協改革の新視点 法人でなく機能を』農山漁村文化協会 全集世界の食料世界の農村 1997
- 『農協改革の逆流と大道 「集権と大競争」から「分権と棲み分け」へ』農山漁村文化協会 2001

### 共編著
- 『農村保険市場論 農協共済の歴史と理論』編著 御茶の水書房 1962
- 『経済学概説』玉城哲、中島常雄共著 時潮社 1970
- 『現代農業と農民運動』大原勇三、白川清共編 時潮社 1975
- 『農協の生活活動を考える』荷見武敬、鈴木博共著 家の光協会 1977
- 『農協事業革新への実践』竹中久二雄ほか共著 家の光協会 1982
- 『金融自由化と農協金融』編 全国協同出版 1985

### 翻訳
- ティム・ラング、コリン・ハインズ『自由貿易神話への挑戦』家の光協会 1995
- ベリンダ・クーテ『貿易の罠』家の光協会 1996
- シャリン・カスミア『モンドラゴンの神話 協同組合の新しいモデルをめざして』家の光協会 2000
- フランソワ・ウタール、フランソワ・ポレ共編『別のダボス 新自由主義グローバル化との闘い』柘植書房新社 2002

追悼文集
- 『「正気の島」を求めて 三輪昌男その人と足跡』三輪昌男先生追悼文集刊行会編 信山社 2004

## 論文
- ＜三輪昌男